# Дерем, Фрэнсис
Фрэнсис Дерем или Фрэнсис Дерхэм (англ. Francis Dereham; 1506/09 — 10 декабря 1541, Тайберн, Лондон, Королевство Англия) — английский дворянин, личный секретарь пятой жены короля Генриха VIII Екатерины Говард. Был казнён как государственный изменник за любовную связь с королевой, имевшую место до её замужества.

## Биография
Фрэнсис Дерем родился в 1506/09 году в семье Джона Дерема, богатого землевладельца из Норфолка, и его жены Изабеллы Пейнелл. Юность он провёл в замке Хоршэм в Сассексе — резиденции вдовствующей герцогини Норфолкской Агнес Говард. Там любовницей Дерема стала Екатерина Говард, дочь младшего из пасынков герцогини. Нравы в Хоршэме были достаточно свободными, а Екатерина принадлежала к младшей ветви очень многочисленной семьи, и Дерем мог считаться вполне приемлемым претендентом на её руку; поэтому герцогиня, предположительно знавшая об этой связи, не видела причин, чтобы ей мешать.
Дерем встречался с Екатериной примерно два года (1537—1539). Известно, что его любовница принимала специальные меры, чтобы не забеременеть: отвечая на одно из предостережений, она заявила: «Женщина может миловаться с мужчиной и не зачать ребёнка, если она сама этого не хочет». Связь оборвалась в конце 1539 года, когда Екатерину зачислили в свиту Анны Клевской, четвёртой жены короля Генриха VIII. Через несколько месяцев Екатерина стала любовницей Генриха, а в июле 1540 года, после его развода, — пятой женой.
В августе 1541 года новая королева назначила Дерема своим личным секретарём. При дворе знали, что это знакомый Екатерины со времён Хоршэма, но сначала не догадывались о том, какого рода было это знакомство, а король, по-видимому, был уверен, что жена досталась ему девственницей. Тем временем королева завела нового любовника, Томаса Калпепера, и вскоре начали ходить разного рода слухи. 1 ноября 1541 года фанатичный протестант Генри Ласселз, сестра которого Мария Холл служила в Хоршэме, с её слов рассказал архиепископу Кентерберийскому Томасу Кранмеру о распутном поведении Екатерины до брака — в том числе о её связи с Деремом. Началось тайное расследование, Дерема арестовали, ради исполнения формальностей предъявив ему обвинение в пиратстве. Под давлением он сначала сознался, что в прошлом был любовником Екатерины, а потом рассказал, что она изменяет королю с Калпепером.
Приближённые Генриха VIII попытались добиться от Екатерины признания, что она была помолвлена с Деремом, что сделало бы королевский брак недействительным. Однако и Екатерина, и Дерем, которых допрашивали по отдельности, отрицали факт помолвки, признавая только былую любовную связь. Королева заявила, что порвала с любовником почти за год до венчания Генриха VIII с Анной Клевской, которое состоялось 6 января 1540 года. Это ей не помогло: связь Екатерины с Калпепером была квалифицирована как государственная измена, а Дерем стал ещё одним обвиняемым по этому делу. 1 декабря 1541 года состоялся суд. Присяжные сочли, что факта любовной связи до замужества королевы и теоретической возможности возобновить эту связь после замужества достаточно, чтобы признать Дерема изменником. Тот признал свою вину и был приговорён, как и Калпепер, к смерти через повешение, потрошение и четвертование.
Казнь состоялась в Тайберне 10 декабря 1541 года. Калпеперу Генрих VIII оказал милость, заменив долгую и мучительную экзекуцию на простое отсечение головы. Дерем такой милости не удостоился: король явно ненавидел его больше, чем второго осуждённого, как человека, осквернившего невинную Екатерину. Головы обоих были выставлены на Тауэрском мосту. Спустя два месяца была казнена и Екатерина.

## В кино и художественной литературе
Фрэнсис Дерем появляется в ряде исторических фильмов и сериалов о Генрихе VIII. В сериале «Тюдоры» его сыграл Аллен Лич (четвёртый сезон), в сериале «Генрих VIII» Том Тернер (2003). Дерем стал второстепенным персонажем историко-детективного романа Кристофера Джона Сэнсома «Суверен» (2006).